# Derna
 Denne artikel bør gennemlæses af en person med fagkendskab for at sikre den faglige korrekthed.
    Blandt andet talangivelser

Derna (varianter: Darnah Darana, Darnā − arabisk: درنة) er en havneby i det østlige Libyen. Den er hovedby i distriktet Derna i den historiske provins Kyrenaika ved Middelhavet, ca. 300 kilometer nordøst for Benghazi.

## Stormen Daniel
Derna blev hårdt ramt af stormen Daniel i september 2023 som førte til at to dæmninger nær Derna brød sammen. Det resulterede i mange døde og savnede.